# Borgo San Dalmazzo
Borgo San Dalmazzo – miejscowość i gmina we Włoszech, w regionie Piemont, w prowincji Cuneo.
Według danych na rok 2004 gminę zamieszkuje 11 256 osób, 511,6 os./km².
W 1162 r. w Borgo San Dalmazzo zmarł Ramon Berenguer IV, hrabia Barcelony.